# Кошчак, Йозеф
Йозеф Кошчак (словац. Jozef Koščak; 8 июня 1903, Кошице, Транслейтания — 10 января 1979, Брно) — чехословацкий легкоатлет, выступавший в беге на длинные дистанции. Участник летних Олимпийских игр 1928 года.

## Биография
Йозеф Кошчак родился 8 июня 1903 года в австро-венгерском городе Кошице (сейчас в Словакии).
Начал заниматься лёгкой атлетикой в Кошице вскоре после окончания Первой мировой войны. До этого занимался футболом, велоспортом, тяжёлой атлетикой.
Выступал в легкоатлетических соревнованиях за Кошицкий легкоатлетический клуб (с 1917), пражскую «Спарту» (1924—1927), «Моравскую Славию» из Брно (1928—1933), пражскую «Славию» (1934—1935), «Брно-Жиденице» (с 1936). В 1922 году стал чемпионом Словакии в беге на 3000 метров, в 1923 году завоевал первые медали чемпионата Чехословакии — серебро в беге на 5000 и 10 000 метров. 23 раза становился чемпионом Чехословакии: восемь раз в беге на 5000 метров, шесть раз — в беге на 10 000 метров, семь раз — в кроссе, один раз — в беге по шоссе. Был 17-кратным рекордсменом Чехословакии в беге на 3000 и 5000 метров. Достижение Кошчака на дистанции 5000 метров (15 минут 14,8 секунды), установленное 31 августа 1929 года, лишь 15 лет спустя побил Эмиль Затопек.
В 1928 году вошёл в состав сборной Чехословакии на летних Олимпийских играх в Амстердаме. В беге на 5000 метров занял 8-е место в полуфинале, показав результат 15.42,0 и уступив 26 секунд попавшему в финал с 4-го места Брайану Одди из Великобритании.
В 1934 году участвовал в чемпионате Европы в Турине. В беге на 5000 метров занял 13-е место (16.10,0).
Трудился рабочим колбасного производства.
Умер 10 января 1979 года в чехословацком городе Брно (сейчас в Чехии).

## Личные рекорды
- Бег на 3000 метров — 8.44,6 (30 июля 1931, Брно)[1]
- Бег на 5000 метров — 15.12,3 (1934)[4]
- Бег на 10 000 метров — 32.31,3 (26 июня 1932, Брно)[1]